# 义务教育

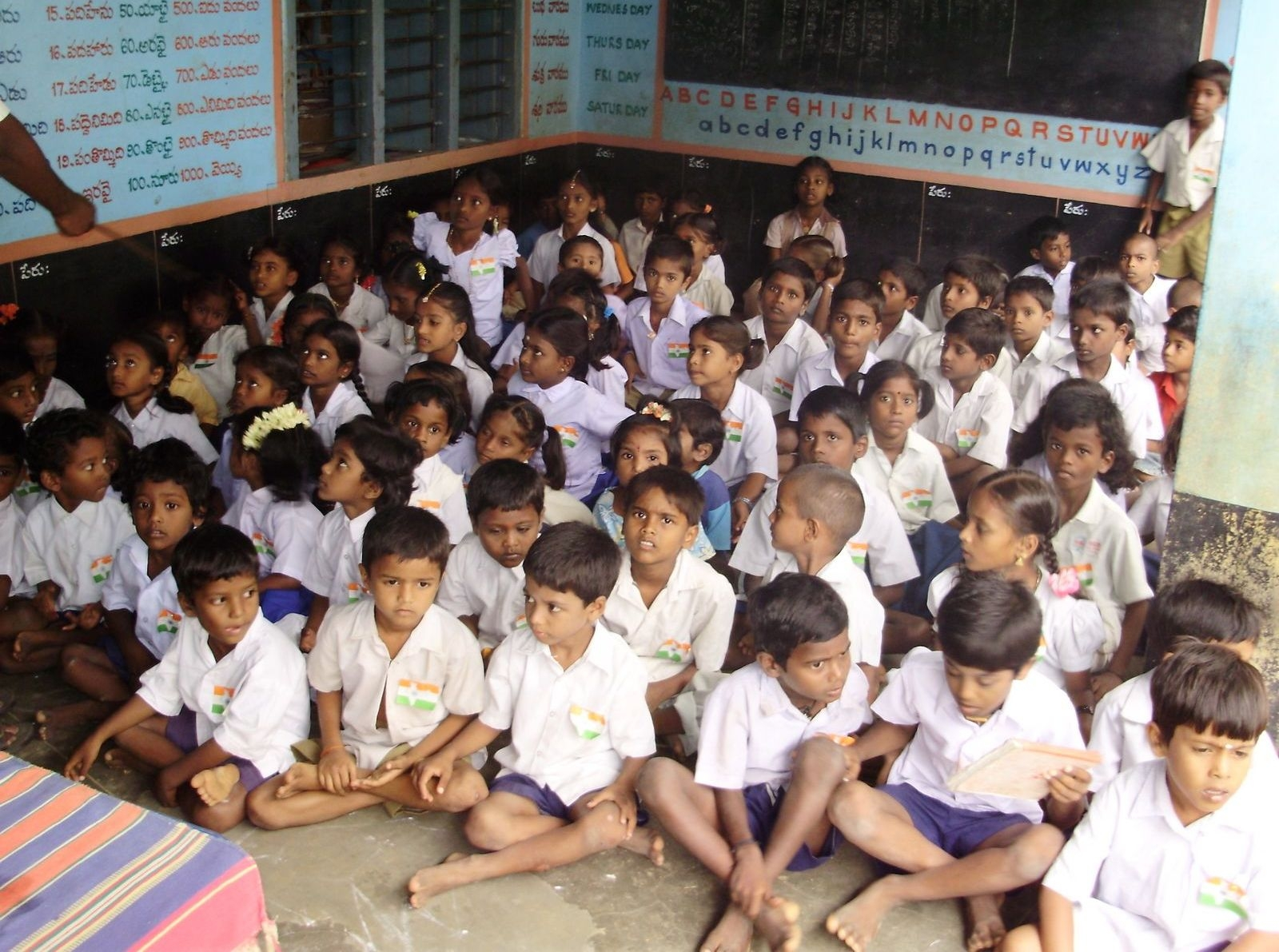
印度的小學

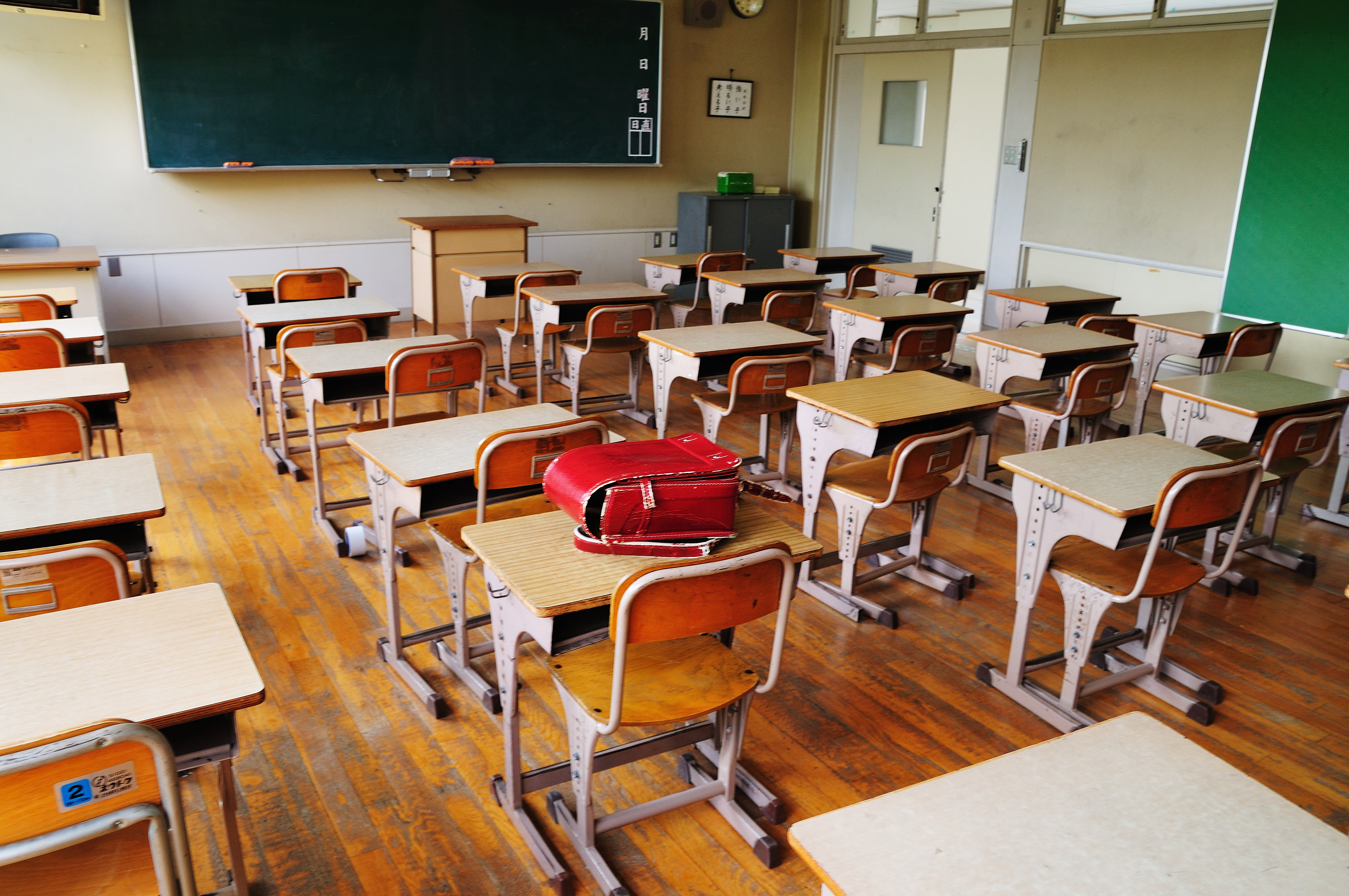
日本小學教室

义务教育（Compulsory Education）指政府有义务运用公權力保障所有國民接受的教育。

義務教育的三個基本原則是強制、普遍與免費。凡是适龄儿童都應強制接受教育的义务，並且教育對象沒有階級或是出身的限制，此外還必須是免納學費的。1717年，普魯士王國開始實施義務國民教育

，是全世界第一個全面實施義務教育的國家。

## 歷史
古代斯巴達每一個年滿7歲的男童都必須接受國家辦理的軍事學校訓練，可以算是一種義務教育。

16世紀，發動宗教改革的馬丁路德在他的文章《An die Ratsherren aller Städte deutschen Landes》（（致德國所有城鎮的議員，1524年）中呼籲市政當局建立義務教育以使信徒能夠自己讀聖經，

數個屬於新教的神聖羅馬帝國地區和德意志地區的公國效仿。

普魯士王國的腓特烈·威廉一世國王於1717年建立普魯士的義務教育制度。

腓特烈大帝於1763年頒布《普魯士邦立學校通則》（General Land-Schule Reglement，又稱《普通學校規章》或《一七六三年邦學校法》）

，實施現代化的義務教育。

受教權的概念伴隨衍生自19世紀下半葉的基本人權概念，在第二次世界大戰後受到各國普遍的認可，並於1948年訂入世界人權宣言中。在此之前，義務教育通常只被視為人民的義務而不是權利。

## 各地免費教育年期
| 年期 | 地區                                                                       |
| ---- | -------------------------------------------------------------------------- |
| 15年 | 澳門 · 香港                                                                |
| 12年 | 中国大陆（少部分地区） · 臺灣                                              |
| 11年 | 俄羅斯 · 马来西亚 · 英国（大部分预科学校免费）                             |
| 10年 | 法國 · 緬甸                                                                |
| 9年  | 日本 · 中国大陆（大部分地区） · 美国（各州不同，有些州12年） · 德国 · 瑞典 |
| 8年  | 荷蘭 · 義大利                                                              |
| 0年  | 馬爾地夫（见联合国教科文组织报告 （页面存档备份，存于）                    |

## 台湾

### 日治時期
臺灣義務教育起始於日治時期。20世紀初臺灣總督府為了向本島人教授日語和日本文化，於各地設置14所國語傳習所，當時為了吸引本島人入學，已經有免費學費的優惠。不久總督府又將其架構於臺灣各地普設更多公學校、蕃人公學校等，在臺日本人則獨立設置小學校。
1910年臺灣總督府就明定8-14歲臺灣學童須強制入學的義務教育法規，年制為6年（某些特例為4年，例如臺灣原住民所唸的蕃人公學校、蕃童教育所等）。1943年，公學校、蕃人公學校、小學校等統一改為6年制的國民學校，當時全臺灣的6-12歲義務教育普及率高達70%以上，已達到當代文明國家之水準。

### 戰後時期

#### 1945年至1960年代
1945年，中華民國國民政府接管臺灣。依據《中華民國憲法》第21條規定，人民有受國民教育（簡稱「國教」）之權利與義務，臺灣民眾自此接受到了公平的教育。中華民國政府在國共內戰戰敗失守中國大陸後，義務教育僅能在其有效統治的臺灣、澎湖、金門、馬祖實施。
6-12歲之學齡兒童受的基本教育就是小學。1968年以前實施6年義務教育時（延續自中華民國大陸時期之政策），小學的正式名稱是「國民學校」，簡稱「國校」。國校畢業後的教育就不是義務教育：先是「初級中學」(Junior High School)及初級職業學校(Vocational Junior High School)（現在的國民中學），簡稱「初中」，要考取初中聯考才能入學；公立初中考不取者，多報考私立初中。

#### 九年國民義務教育
1968年，中華民國政府修改《國民教育法》（沒有修改憲法）將義務教育延長至九年，開始了九年國民義務教育，初級中學不但改稱國民中學，還增設許多國民中等學校。國民學校也改稱國民小學。高達80%的臺灣人民因此受益，為臺灣未來發展奠定了基礎。小學高年級教育多流於應試的問題也獲得改善。
現行的國民教育法第二條規定，凡6-15歲之國民，應受國民教育；已經逾齡未受國民教育之國民，應受國民補習教育。6-15歲國民之強迫入學，另以法律定之（即強迫入學條例）。
雖然國中以後的教育不屬義務教育，但大約94.7%的國中畢業生仍繼續升學接受教育，大部份就讀高中或高職，但也有少數國中畢業生不再升學，直接就業。
中華民國憲法及國民教育法都規定已經逾學齡未受國民基本教育之國民，應受國民補習教育，但沒有成文法律強迫他們受補習教育。目前臺灣老年人少數是文盲，像是當時在日治時期時没能接受教育者。

#### 十二年國民基本教育[15]
近年來，臺灣各界常有贊成及反對延長義務教育至12年的教育爭議。支持延長義務教育至12年的主張包括大部份國家及地區已經實施12年義務教育，所以中華民國應延長義務教育以提高國民素質才不會落於人後；但反對延長義務教育者認為法條及課綱草案並未解決先前教育體制的缺陷，內容並未經過公民討論就強制執行，使得教育問題一再複雜化。課程欠連貫或過分一元化、校園存在體罰現象，貿然延長義務教育可能將擴大問題而失敗。
十二年國民基本教育，簡稱十二年國教，臺灣於2014年（民國103年）起施行的教育政策，將由施行前的九年國教延長至十二年，但後三年非強迫性入學、公私立並行及免試為主。十二年國教中的後期中等教育包含高中高職及五專前三年。台灣推動延長國民教育之議，早在1983年就已經開始規劃，先後經過十任教育部長，但因為各部會草案差距過大，各黨派無法取得共識，及草案多次未符合民意而受到許多反對聲浪等因素影響而多次延後實施。目前十二年國教目前已於2019年（民國108年）正式實施。

## 中国大陆

### 民國時期
1911年辛亥革命爆發，1912年中华民国成立后，臨時大總統孙中山立即開導要在全中国实行免费义务教育。同年臨時政府教育部规定：“初小、师范、高等师范免收学费。”在中國大陸成為当时很多家境贫穷的学生接受教育的唯一途径。

### 中華人民共和國成立後
1982年通過的《中華人民共和國憲法》，即規定中國大陸實行義務教育。隨後在1986年4月12日第六屆全國人民代表大會第四次會議通過的《中華人民共和國義務教育法》中有九年制義務教育的條款，其是中華人民共和国政府推行的教育政策，旨在幫助全民都有機會接收9年的免費教育，以利於提高國民素質。《義務教育法》第十條規定： 國家對接受義務教育的學生免收學費。九年制義務教育，一般指小學六年、初級中學三年（或小學五年、初級中學四年）共計九年的教育。該法於1986年7月1日起施行，標志著從法律上中國大陸已確立了義務教育制度。

1985年颁布《中国教育改革和发展纲要》及随后通过的《义务教育法》的规定明确了中央与地方对于义务教育的职责：中央政府具有全面制订教育政策和综合规划的地位, 省级政府负责全面制定基础教育发展规划, 并且协调各县级政府之间的教育事业性经费支出, 而实施义务教育的责任, 城市落在市区一级政府, 农村则落在县级政府 。概括为 “地方政府负责 、 分级管理 、 以县为主”。 從而導致初等教育生均經費與人均 GDP 的比值是 6：1, 中等教育該比值是 12：1, 而高等教育該比值高達85：8, 與世界平均水平相比, 這一比例十分不合理。
雖然明確規定政府承擔該項公共義務的法律至少可以上溯至1982年，但在此後約20年的時間內，中華人民共和国政府實際未能完全履行該項義務，20餘年間入學的中國大陸中小學生，均需在義務教育階段繳納學雜等費用。直至2006年9月1日，中國大陸修訂後頒行的《義務教育法》明確規定，“實施義務教育，不收學費、雜費”，從法律的層面確立義務教育經費保障機制，保證義務教育制度實施，義務教育階段繳納學雜費等問題才得到緩解。
進入21世紀後，雖然一些地方開始對義務教育免收“學費”，但事實上九年制義務教育學校仍要收取書本費、雜費、電腦使用費等費用，為了防止學校亂收費增加學生家長經濟負擔，中國大陸已經開始實施中小學義務教育收費“一費制”。2005年溫家寶承諾2年內在農村地區普及免收學雜費的9年義務教育，自2007年開始中國大陸全境農村地區開始免收學雜費（私立教育除外）。早在此前，發達地區、部分城市或部分城市的城區開始免收學雜費。2020年9月7日，教育部、國家發展改革委、財政部等五部門印發《關於進一步加強和規範教育收費管理的意見》的通知，明確要求堅持實施九年義務教育制度。義務教育全面納入財政保障範圍，公辦義務教育學校不收取學費、雜費。嚴禁收取與招生入學掛鉤的捐資助學款。義務教育已經在中國大陸全境基本實現並往全免費方向推進，現階段有經濟困難者可以申請兩免一補計畫達成免費上學。
隨著社會的發展，延長義務教育年限至12年（2011为止，包括内蒙古自治区、广东珠海在内的部分地区已经实现高中免费教育）的呼聲逐步增大。

## 香港
香港教育於1970年代之前都是一直採取精英制。六七暴動後，隨著社會的壓力，當時港督戴麟趾於1971年推行「六年免費教育」，即是6-12歲之學齡兒童，均必須接受義務基本小學教育。其後港督麥理浩於1978年實施「九年免費教育」，將義務教育的範圍擴展到初中。同一時間，作為篩選升中生的香港小學會考（俗稱升中試）被廢除，改用一套中學學位分配辦法，並增設學能測驗以釐定學生水準。隨著初中實施義務教育，香港很多私立中學都轉型為由政府資助的津貼中學，以確保初中學位的充足。
1990年代曾有聲音要求將義務教育擴展至高中，但隨著經濟衰退及一連串的教育改革，已經再聽不到此等訴求。雖然如此，大部份香港初中生均會接受高中教育，而學費則大部份由政府補貼，與名義上推行高中義務教育的分別不大。
2007年10月10日，香港特別行政區行政長官曾蔭權發表《2007－08年施政報告》宣布落實由2008-09學年起將免費教育擴展至官立和資助高中學校及職業訓練局學校，即「十二年免費教育」，唯最後3年不是強制教育，學生仍有權選擇是否升學。此外，政府亦宣佈由2009-10學年的小學一年級開始，在官立小學分階段實施小班教學。
2016年1月行政長官梁振英發表施政報告，宣布由2017-18學年起落實免費優質幼稚園教育政策，向合資格香港非牟利幼稚園提供基本資助，為合資格兒童提供三年優質半日制服務，預計約七至八成半日制幼稚園學位將會免費。

## 澳門
在澳門，年齡介於3至17歲者需接受15年義務教育，家長有義務每學年為義務教育範圍內的未成年人辦理入學或就讀註冊，特區政府和教育機構有責任保障義務教育範圍內的未成年人完成義務教育。
教育及青年發展局採取了多方面措施，包括執行“學生離校通報機制”，並透過“學位諮詢及安排服務”和非駐校學生輔導員服務，協助離校生盡早重返校園。同時，透過資助社團開展“校園適應學習計劃”，為義務教育範圍內中學教育階段的離校學生提供適當的教育及輔導服務，協助其重返校園。此外，該局亦委託身份證明局向在義務教育年齡範圍內，持有澳門居民身份證但未曾在澳門學校作註冊就讀的未成年人家長或監護人發出就學通知信，以保障未成年人就學的權利。
澳門免費教育自2007-2008學年起，在整個正規教育內的15個年級全面實施，包括3年幼兒教育、6年小學教育、3年初中教育以及3年高中教育。

## 德國
1717年，普鲁士国王弗里德里希·威廉一世就颁发《义务教育规定》，“所有未成年人，不分男女和贵贱，都必须接受教育”。1763年8月12日，下一任普鲁士国王，其儿子弗里德里希二世签署世界上第一部《普通义务教育法》。

## 日本
明治五年（1872年）颁布了《学制》，提出普及小学教育，“邑无不学之户，家无不学之人”。比美国早4年；比法国早10年。1937年，日本九年义务教育普及率达到89%。

## 各国或地区引入时间
| 年份 | 国家/地区                                                       | 美国各州                                                   | 其它国家州/省等                 |
| ---- | --------------------------------------------------------------- | ---------------------------------------------------------- | ------------------------------- |
| 1739 | 丹麦                                                            |                                                            |                                 |
| 1763 | 普魯士王國                                                      |                                                            |                                 |
| 1774 | 奥地利                                                          |                                                            |                                 |
| 1805 | 列支敦斯登                                                      |                                                            |                                 |
| 1814 | 丹麦                                                            |                                                            |                                 |
| 1817 |                                                                 |                                                            | 印度特拉凡哥尔                  |
| 1824 | 土耳其                                                          |                                                            |                                 |
| 1834 | 希腊                                                            |                                                            |                                 |
| 1842 | 瑞典                                                            |                                                            |                                 |
| 1844 | 葡萄牙                                                          |                                                            |                                 |
| 1852 |                                                                 | 马萨诸塞州                                                 |                                 |
| 1857 | 西班牙                                                          |                                                            |                                 |
| 1864 | 羅馬尼亞                                                        | 華盛頓哥倫比亞特區                                         |                                 |
| 1867 |                                                                 | 佛蒙特州                                                   |                                 |
| 1868 | 蒙特內哥羅                                                      |                                                            |                                 |
| 1869 | 斯洛維尼亞， 義大利，                                           |                                                            |                                 |
| 1870 | 哥伦比亚                                                        |                                                            |                                 |
| 1871 |                                                                 | 密西根州， 新罕布什尔州， 华盛顿州， 安大略省              | 西澳大利亚州                    |
| 1872 | 日本， 苏格兰                                                   | 康涅狄格州（事实上无法执行）                               | 維多利亞州                      |
| 1873 |                                                                 | 内华达州                                                   | 加拿大                          |
| 1874 | 瑞士                                                            | 堪萨斯州， 纽约州， 加利福尼亚州                           |                                 |
| 1875 |                                                                 | 新泽西州， 缅因州                                          | 南澳大利亚州                    |
| 1876 | ， 苏里南                                                       | 怀俄明州                                                   |                                 |
| 1877 | 新西兰， 乌拉圭                                                 | 俄亥俄州                                                   | 加拿大 愛德華王子島省           |
| 1878 | 保加利亚                                                        |                                                            |                                 |
| 1879 |                                                                 | 威斯康星州                                                 |                                 |
| 1880 | 委內瑞拉                                                        |                                                            | 英格兰， ， 新南威爾士州        |
| 1882 | 法國， 塞爾維亞                                                 |                                                            |                                 |
| 1883 |                                                                 | 蒙大拿州， 伊利诺伊州， 北达科他州， 南达科他州， 罗得岛州 | 加拿大 新斯科舍省               |
| 1884 | 阿根廷                                                          |                                                            |                                 |
| 1885 |                                                                 | 明尼苏达州                                                 |                                 |
| 1886 | 哥伦比亚（已废除）                                              |                                                            |                                 |
| 1887 |                                                                 | 爱达荷州， 内布拉斯加州                                    |                                 |
| 1889 | 挪威                                                            | 俄勒冈州， 科罗拉多州                                      |                                 |
| 1890 | [ 40 ]                                                          | 犹他州                                                     |                                 |
| 1891 |                                                                 | 新墨西哥州                                                 |                                 |
| 1892 | 愛爾蘭                                                          |                                                            |                                 |
| 1895 |                                                                 | 宾夕法尼亚州                                               |                                 |
| 1896 |                                                                 | 肯塔基州， 夏威夷州                                        |                                 |
| 1897 | [ 31 ]                                                          | 印第安纳州， 西弗吉尼亚州                                  |                                 |
| 1899 | 亚利桑那州， 波多黎各                                           |                                                            |                                 |
| 1900 | 荷蘭                                                            |                                                            | 昆士兰州                        |
| 1902 |                                                                 | ， 马里兰州                                                |                                 |
| 1904 | 關島                                                            |                                                            |                                 |
| 1905 | 秘魯                                                            | 田纳西州， 密苏里州                                        | 加拿大                          |
| 1906 | 纳米比亚（仅距离最近的学校不到4公里的白人儿童）                 |                                                            |                                 |
| 1907 | 冰島，                                                          | 特拉华州， 北卡罗来纳州， 奧克拉荷馬州                     |                                 |
| 1908 |                                                                 | [ 27 ]                                                     |                                 |
| 1909 | 巴拉圭                                                          | 阿肯色州                                                   | 加拿大沙斯卡寸旺省              |
| 1910 |                                                                 | 路易斯安那州                                               | 加拿大 ， 日本日屬臺灣          |
| 1912 | 盧森堡                                                          |                                                            |                                 |
| 1913 | 阿尔巴尼亚                                                      |                                                            |                                 |
| 1915 |                                                                 | 亚拉巴马州， 南卡罗来纳州， 佛罗里达州， 德克萨斯州        |                                 |
| 1916 |                                                                 | 喬治亞州                                                   | 加拿大曼尼托巴省， 塔斯馬尼亞州 |
| 1917 | 墨西哥， 直布罗陀                                               |                                                            |                                 |
| 1918 |                                                                 | 密西西比州                                                 |                                 |
| 1919 | 比利时， 波蘭（仅适用于距离最近学校不到3公里的儿童）， 拉脫維亞 |                                                            |                                 |
| 1920 | 智利， 爱沙尼亚， （仅白人儿童）                                |                                                            |                                 |
| 1921 | 芬兰，泰国                                                      |                                                            |                                 |
| 1923 | 瑙鲁                                                            |                                                            |                                 |
| 1924 | 乌克兰                                                          |                                                            |                                 |
| 1925 | 蒙古国                                                          |                                                            |                                 |
| 1926 | 白俄羅斯                                                        |                                                            |                                 |
| 1927 | 哥伦比亚（重新引入）                                            |                                                            |                                 |
| 1929 |                                                                 | 阿拉斯加州                                                 |                                 |
| 1930 | 印度， 苏联                                                     |                                                            |                                 |
| 1935 | 阿富汗                                                          |                                                            |                                 |
| 1942 |                                                                 |                                                            | 加拿大 纽芬兰自治领             |
| 1943 | 伊朗                                                            |                                                            | 加拿大 魁北克省                 |
| 1946 | 馬爾他                                                          |                                                            |                                 |
| 1949 | 以色列                                                          |                                                            |                                 |
| 1951 | 利比亞                                                          |                                                            |                                 |
| 1952 | 约旦                                                            |                                                            |                                 |
| 1953 | 埃及，                                                          |                                                            |                                 |
| 1956 | 波蘭（扩大到所有儿童）                                          |                                                            |                                 |
| 1960 |                                                                 |                                                            |                                 |
| 1961 | [ 61 ]                                                          |                                                            |                                 |
| 1962 | 賽普勒斯，                                                      |                                                            |                                 |
| 1963 | 阿尔及利亚 ， 摩洛哥                                            |                                                            |                                 |
| 1964 | 莫桑比克（距离最近的学校不到三英里的儿童）                      |                                                            |                                 |
| 1965 | 科威特                                                          |                                                            |                                 |
| 1971 | 英屬香港， 阿联酋                                               |                                                            |                                 |
| 1973 | 印度尼西亞                                                      |                                                            |                                 |
| 1975 | [ 68 ]                                                          |                                                            |                                 |
| 1976 | 伊拉克， 奈及利亞                                               |                                                            |                                 |
| 1981 | 塞舌尔， 叙利亚                                                 |                                                            |                                 |
| 1982 | 中華民國                                                        |                                                            |                                 |
| 1986 | 中华人民共和国                                                  |                                                            |                                 |
| 1988 | 巴西， 菲律賓                                                   |                                                            |                                 |
| 1990 | ， 葉門， 纳米比亚（所有儿童）                                  |                                                            |                                 |
| 1991 | 突尼西亞                                                        |                                                            |                                 |
| 1994 | 萨摩亚                                                          |                                                            |                                 |
| 1995 | 葡屬澳門                                                        |                                                            |                                 |
| 1996 | ， 塔利班（废除女性义务教育）                                   |                                                            |                                 |
| 1998 | 黎巴嫩， 苏丹                                                   |                                                            |                                 |
| 2000 | 新加坡                                                          |                                                            |                                 |
| 2001 | 阿富汗（为女性重新引进）， 毛里塔尼亚                           |                                                            |                                 |
| 2003 | 利比里亚 ， 马来西亚，                                          |                                                            |                                 |
| 2005 | 巴林                                                            |                                                            |                                 |
| 2007 | [ 90 ]                                                          |                                                            |                                 |
| 2008 | 乌干达                                                          |                                                            |                                 |
| 2009 |                                                                 | 康涅狄格州                                                 |                                 |
| 2010 | 賴索托                                                          |                                                            |                                 |

不实行义务教育
- 不丹[93]
- 阿曼[94]
- [95]
- 所罗门群岛[96]
- 梵蒂冈

## 學制參考表

### 臺灣
- 初等教育
  - 小学
- 中等教育
  - 國中
  - 高中
  - 完全中學
  - 高級職業學校
- 高等教育(十二年學制補助結束)
  - 大學
  - 研究所碩士
  - 研究所博士
- 臺灣教育改革
  - 基本學力測驗
  - 九年一貫課程
  - 十二年國民教育

### 中國大陸、香港、澳門
- 初等教育
  - 小学
- 中等教育
  - 初级中学(中國大陸九年學制補助結束)
  - 高级中学(澳門十五年學制補助結束)
  - 完全中學
  - 高級職業學校(香港三三四學制補助結束)
- 高等教育
  - 大學
  - 研究生院碩士
  - 研究生院博士

## 對義務教育的評價和批判
義務教育在20世紀開始被世界重視，對任何國家群眾學識上有一定的成效。然而各方校政觀念不同可能會對學生無用或形成反效果，致使當今的批評逐漸變多 。
有批評認為義務教育抹殺了學童選擇教育的人權，形成另類的政治拘束。義務教育制度往往強調國家的需求而忽視個體的自由與選擇，這種制度被視為一種「強迫教育」，使得教育成為國家灌輸意識形態和控制公民的工具，而非促進個人發展的途徑。
還有批評者指出，義務教育制度導致了教育內容、方法和考核標準的同質化，無法因材施教以滿足不同學生的需求。學生在學習動機和能力上的差異性被忽視，許多學生被迫接受教育，而非出於對學習的興趣或需求。這種情況使得許多學生成為「被綁在教室裡的聽眾」。
另有觀點認為義務教育的設計初衷是提高社會生產力，但實際上卻未必滿足學習者的實際需求。這使得學生在學習過程中感到無趣，並導致學習動機的下降。學校過於著重教導如何令學童準備標準化考試而未能有效準備學生進入職場和應對工作挑戰。或有可能其義務教育會被一些校方帶來冷漠觀、霸凌、壓制和抑鬱等負作用
。

### 引用
1. ↑  陳惠邦. . 國家教育研究院. 2000-12  [2021-07-12]. （原始内容存档于2021-07-23） （中文）. 名詞解釋:...義務教育是指國家為了保障其國民接受最低限度教育的權利，規定每一國民在某一學齡期間所必須接受的教育。
2. 1 2  羅斯巴德, 穆瑞N. . Auburn, Alabama: The Ludwig von Mises Institute. 1999: 24–27. ISBN 0945466-22-6.
3. ↑  王連生. . 國家教育研究院. 2000-12  [2021-07-12]. （原始内容存档于2021-07-23） （中文）. ...斯巴達的男子，自七歲以後至三十歲取得公民權的教育，可以說是強迫義務教育，一切費用由國家負擔，也由國家辦理，即完全由國家所統制。
4. ↑  Luther deutsch，第70頁，載於Google圖書
5. ↑  "Große Kirchenordnung", 1559, Oliver Geister, Die Ordnung der Schule. Zur Grundlegung einer Kritik am verwalteten Unterricht. Münster 2006, p. 145.
6. ↑  Emil Sehling (ed.), Die evangelischen Kirchenordnungen des 16. Jahrhunderts. Vol 18: Rheinland-Pfalz I. Tübingen 2006, p. 406.
7. ↑  周愚文. . 國家教育研究院. 2000-12  [2021-07-12]. （原始内容存档于2021-07-23） （中文）.
8. ↑  Neufeld, John. . ALA Bulletin. October 1963, 57 (9): 805. JSTOR 25696774.
9. ↑  陳惠邦. . 國家教育研究院. 2000-12  [2021-07-12]. （原始内容存档于2021-07-23） （中文）. ...義務教育中有關受教權利的思想，係受近代民主思潮以及人權意識發展的影響。教育權的觀念，原是歐陸各國的義務教育中所缺乏的。其產生係由十九世紀下半葉基本人權的概念衍生而來，但在第二次世界大戰之後才得到國際間的共識，並由聯合國在一九四八年訂入〔世界人權宣言〕(Universal Declaration of Human Rights)（第26條）。為了遵守世界人權宣言的精神，世界各國咸將國民接受基本教育之權利，明文規範於立國根本大法之中，俾予明確之保障。
10. ↑  .   [2021-11-18]. （原始内容存档于2008-12-04）.
11. ↑  . 晋江新闻网. 2011-12-15  [2017-08-25]. （原始内容存档于2022-09-22）.
12. ↑  . 中央人民政府网. 2012-06-10  [2021-09-05]. （原始内容存档于2022-09-22）.
13. ↑  . Scandinavian Tourist Board.   [2009-02-21].[永久]
14. ↑  .   [2018-11-21]. （原始内容存档于2020-11-30）.
15. ↑  全國法規資料庫. . 2016-06-01  [2022-12-12]. （原始内容存档于2022-12-12）.
16. ↑  教育部. . 教育部全球資訊網. 2016-05-21  [2022-12-12]. （原始内容存档于2022-12-13）.
17. ↑  乔宝云. 范剑勇，冯兴元.  (PDF). 中国社会科学. 2005, (06): 37-46頁  [2022-04-29]. （原始内容 (PDF)存档于2021-12-07）.
18. ↑  王蓉.  (PDF). 北大教育经济研究. 2004, 02 (03).
19. ↑  新华社. . 新华社. 2006-06-30  [2022-04-29]. （原始内容存档于2019-10-29）.
20. ↑  央视网. . 央视网. 2020-09-07  [2022-04-29].
21. ↑  . 香港政府新聞網. 2007-10-10  [2009-10-26]. （原始内容存档于2009-10-22）.
22. ↑  .   [2016-12-21]. （原始内容存档于2021-02-11）.
23. ↑  Reeh, Niels. 2016. Secularization Revisited - Teaching of Religion and the State of Denmark 1721 to 2006. Edited by Lori Beamann, Lene Kühle and Anna Halahoff: Springer.
24. 1 2 3 4 5 6 7 8 9 10 11 12 13  Grinin, Leonid E.; Ilyin, Ilya V.; Herrmann, Peter; Korotayev, Andrey V. . 2016: 66  [2020-09-27]. ISBN 978-5705750269. （原始内容存档于2021-02-11）.
25. ↑  .   [2020-09-27]. （原始内容存档于2021-02-11）.
26. ↑   (PDF).   [2021-02-15]. （原始内容存档 (PDF)于2021-02-11）.
27. 1 2 3 4 5 6 7 8 9 10 11 12 13 14 15 16 17 18 19 20 21 22 23 24 25 26 27 28 29 30  .   [2020-09-27]. （原始内容存档于2020-06-16）.
28. ↑   (PDF).   [2020-09-27]. （原始内容存档 (PDF)于2019-12-12）.
29. 1 2  .   [2020-09-27]. （原始内容存档于2021-02-11）.
30. ↑  .   [2020-09-27]. （原始内容存档于2021-02-11）.
31. 1 2 3 4 5 6 7 8  Aubry, Carla; Geiss, Michael; Magyar-Haas, Veronika; Oelkers, Jürgen. . 2014: 47–8  [2020-09-27]. ISBN 9781317678236. （原始内容存档于2021-02-11）.
32. 1 2 3 4 5 6 7 8 9 10  Philip Oreopoulos: Canadian Compulsory School Laws and their Impact on Educational （页面存档备份，存于）, 2005
33. 1 2 3 4 5  .   [2020-09-27]. （原始内容存档于2021-02-11）.
34. ↑  .   [2020-09-27]. （原始内容存档于2021-02-11）.
35. ↑   (PDF).   [2020-09-27]. （原始内容存档 (PDF)于2021-02-11）.
36. ↑  .   [2020-09-27]. （原始内容存档于2019-08-05）.
37. ↑  Sanchez, George I. (1963), The Development of Education in Venezuela, Office of Education (DHEW), Washington, DC., p. v
38. ↑  .   [2020-09-27]. （原始内容存档于2020-02-27）.
39. ↑   (PDF).   [2020-09-27]. （原始内容存档 (PDF)于2020-11-30）.
40. ↑   (PDF).   [2020-09-27]. （原始内容存档 (PDF)于2021-02-11）.
41. ↑  George Leland Dyer: Order No. 80 （页面存档备份，存于）, 1904
42. ↑   (PDF): 45.   [2020-09-27]. （原始内容存档 (PDF)于2020-11-29）.
43. ↑  .   [2020-09-27]. （原始内容存档于2021-02-11）.
44. ↑  .   [2020-09-27]. （原始内容存档于2021-02-11）.
45. ↑  《墨西哥宪法》
46. 1 2  Dz.Pr.P.P. 1919/14/147
47. ↑  .   [2020-09-27]. （原始内容存档于2019-08-05）.
48. ↑  .   [2020-09-27]. （原始内容存档于2021-02-11）.
49. ↑  .   [2020-09-27]. （原始内容存档于2019-05-17）.
50. ↑   (PDF).   [2020-09-27]. （原始内容存档 (PDF)于2021-02-11）.
51. ↑  Rapatahana, Vaughan; Bunce, Pauline. . Multilingual Matters. 2012: 27–28  [2020-09-27]. ISBN 978-1-84769-752-3. （原始内容存档于2021-02-11）.
52. 1 2 3  . otrok.ru.   [2019-05-01]. （原始内容存档于2021-02-11） （俄语）.
53. ↑  .   [2020-09-27]. （原始内容存档于2020-02-16）.
54. 1 2  . Help the Afghan Children. 12 May 2003  [2019-05-01]. （原始内容存档于2021-02-11）.
55. ↑  Encyclopædia Iranica: General Survey of Modern Education （页面存档备份，存于）
56. ↑  . 马耳他大学.   [February 2, 2011]. （原始内容存档于2011-06-30）.
57. ↑  《利比亚宪法（1951）》
58. ↑  《约旦宪法》
59. ↑  .   [2020-09-27]. （原始内容存档于2021-02-11）.
60. ↑  .   [2020-09-27]. （原始内容存档于2012-02-21）.
61. ↑  .   [2020-09-27]. （原始内容存档于2020-02-15）.
62. ↑  .   [2020-09-27]. （原始内容存档于2021-02-11）.
63. ↑  .   [2020-09-27]. （原始内容存档于2021-02-11）.
64. ↑  .   [2020-09-27]. （原始内容存档于2021-02-11）.
65. ↑   (PDF).   [2020-09-27]. （原始内容存档 (PDF)于2021-02-11）.
66. ↑  .   [2020-09-27]. （原始内容存档于2021-02-11）.
67. ↑  .   [2020-09-27]. （原始内容存档于2021-02-11）.
68. ↑   (PDF).   [2020-09-27]. （原始内容存档 (PDF)于2019-12-12）.
69. ↑  .   [2020-09-27]. （原始内容存档于2021-02-11）.
70. ↑  .   [2020-09-27]. （原始内容存档于2021-01-01）.
71. ↑   (PDF).   [2020-09-27]. （原始内容存档 (PDF)于2019-12-12）.
72. ↑   (PDF).   [2020-09-27]. （原始内容存档 (PDF)于2019-12-12）.
73. ↑  Compulsory Education Law of the People’s Republic of China, 1986
74. ↑  .   [2020-09-27]. （原始内容存档于2011-11-04）.
75. ↑  Republic Act No. 6655 （页面存档备份，存于）, Chan Robles Law Library.
76. ↑  Compulsory Primary Education Act （页面存档备份，存于）, 1990
77. ↑  .   [2020-09-27]. （原始内容存档于2020-09-17）.
78. ↑  .   [2020-09-27]. （原始内容存档于2021-02-11）.
79. ↑  .   [2020-09-27]. （原始内容存档于2021-02-11）.
80. ↑   (PDF).   [2020-09-27]. （原始内容存档 (PDF)于2021-02-11）.
81. ↑  .   [2020-09-27]. （原始内容存档于2021-02-11）.
82. ↑  ||World Data on Education: Sudan （页面存档备份，存于）
83. ↑  Compulsory education Act is passed （页面存档备份，存于）, 2000
84. ↑   (PDF).   [2020-09-27]. （原始内容存档 (PDF)于2021-02-11）.
85. ↑  World Bank: Education in Liberia （页面存档备份，存于）
86. ↑  .   [2020-09-27]. （原始内容存档于2020-02-27）.
87. ↑  .   [2020-09-27]. （原始内容存档于2020-12-02）.
88. ↑  .   [2020-09-27]. （原始内容存档于2021-02-11）.
89. ↑  .   [2020-09-27]. （原始内容存档于2021-02-11）.
90. ↑  Education Act （页面存档备份，存于）, 2008
91. ↑  .   [2020-09-27]. （原始内容存档于2021-02-11）.
92. ↑  Mahmood Ansari: The State and Education System in Bhutan A Note （页面存档备份，存于）
93. ↑  .   [2020-09-27]. （原始内容存档于2021-02-11）.
94. ↑  .   [2020-09-27]. （原始内容存档于2021-02-11）.
95. ↑  .   [2020-09-27]. （原始内容存档于2021-02-11）.
96. ↑  Strickland, Jim. . The Seattle Times. 2020-10-07  [2022-03-26]. （原始内容存档于2022-05-07）.
97. ↑  Rothbard, Murray N. . Auburn, Ala: Ludwig von Mises Institute. 1999. ISBN 978-0-945466-22-2.
98. ↑  . gendainoriron.jp.   [2025-02-23]. （原始内容存档于2024-08-05）.
99. ↑  . vocus.cc. 2020-11-16  [2025-02-23]. （原始内容存档于2024-05-30） （中文（繁體））.
100. ↑  理查·霍夫士達特（Richard Hofstadter）. .
101. ↑  . vocus.cc. 2021-01-21  [2025-02-23] （中文（繁體））.
102. ↑  . The Independent. 2015-08-24  [2016-11-20]. （原始内容存档于2016-11-20） （英国英语）.
103. ↑  Gray, Peter. . 2010-01-26  [2016-11-20]. （原始内容存档于2023-12-18）.